# Terelle
Terelle település Olaszországban, Lazio régióban, Frosinone megyében. Lakosainak száma 303 fő (2023. január 1.). Terelle Atina, Belmonte Castello, Casalattico, Cassino, Colle San Magno, Piedimonte San Germano, Sant’Elia Fiumerapido és Villa Santa Lucia községekkel határos.

## Népesség
A település lakossága az elmúlt években az alábbi módon változott:
| Lakosok száma | 392  | 376  | 303  |
|               | 2017 | 2018 | 2023 |